# Władysław Pociecha
Władysław Kazimierz August Pociecha (ur. 1 lipca 1893 w Krakowie, zm. 28 stycznia 1958 tamże) – bibliotekarz, historyk, znawca kultury odrodzenia. Od 1921 roku pracownik Biblioteki Jagiellońskiej, początkowo kustosz działu rękopisów, następnie jej wicedyrektor (1956–1958). W latach 1926–1928 sprawował funkcję dyrektora Biblioteki Kórnickiej. W czasie II wojny światowej inicjator zabezpieczenia zbiorów Biblioteki PAU. Od 1957 roku profesor UJ, członek PAU. Wydawca Acta Tomiciana, autor monografii Królowa Bona 1494–1557 (tom 1–4, 1949–1958).

## Życiorys
Syn Michała i Walerii z Muszyńskich. Absolwent Uniwersytetu Jagiellońskiego. Brat Haliny Miączyńskiej – malarki, jednej z pierwszych kobiet studiujących w krakowskiej Akademii Sztuk Pięknych.

### Okres nauki
W latach 1900–1903 uczył się w Szkole Powszechnej im. Larischa w Krakowie. Następnie uczęszczał do Gimnazjum nr III im. J. Sobieskiego w Krakowie, które ukończył z odznaczeniem w 1911 roku.
W latach 1911–1915 studiował historię i filozofię polską na Wydziale Filozoficznym na Uniwersytecie Jagiellońskim. W 1912 roku odbył kilkumiesięczną podróż do Szwajcarii i do Francji. W latach 1913–1914 pracował jako asystent bibliotekarza w Bibliotece Czartoryskich w Krakowie, wtedy to m.in. zidentyfikował księgi podkanclerskie Macieja Drzewickiego. Pod kierunkiem Wacława Sobieskiego napisał pracę seminaryjną pt. Geneza walki o egzekucję praw w latach 1510–1534, za którą w 1915 roku otrzymał nagrodę UJ. Podjął następnie badania nad początkami ruchu szlacheckiego i rokoszu lwowskiego w roku 1537, które przerwało powołanie go do armii austriackiej.
Po powrocie do rezerwy w 1921 roku Władysław Pociecha zajął się pracą pt. Rokosz Mikołaja Taszyckiego pod Sokolnikami w 1537 r. i jego geneza, na podstawie której w 1922 roku uzyskał stopień doktora filozofii w UJ.

### Służba wojskowa
21 czerwca 1915 roku Pociecha został powołany do armii austriackiej. Został przydzielony do 16 pułku piechoty obrony krajowej w Bílovcu. Następnie od marca do sierpnia 1916 roku walczył w 25 Pułku Piechoty pospolitego ruszenia na froncie włoskim. Brał udział w VI ofensywie nad Soczą, a podczas ofensywy Brusiłowa został przerzucony na front rosyjski. Po ukończeniu szkoły oficerskiej w 1917 roku otrzymał stopień chorążego, po czym wrócił na front włoski.
22 sierpnia, w czasie XI ofensywy nad Soczą, dostał się do niewoli włoskiej. W niewoli działał w organizacji oficerskiej, która w porozumieniu z Komitetem Narodowym Polskim zmierzała do utworzenia ochotniczych oddziałów polskich po stronie alianckiej. Po wyrażeniu zgody przez rząd włoski 5 października 1918 roku i uznaniu polskich oddziałów za armię sprzymierzoną wstąpił w stopniu podporucznika do 1 Pułku Strzelców, który w grudniu został skierowany do Lotaryngii. Otrzymał najpierw przydział do 1 Dywizji Strzelców Armii Polskiej, a następnie został skierowany do organizowania 2 Dywizji, z którą w kwietniu 1919 roku wrócił do kraju.
W szeregach 2 Dywizji odbył kampanię polsko-ukraińską, brał udział w starciach na Śląsku i w zajęciu Pomorza. W styczniu 1920 roku uzyskał urlop dla ukończenia studiów, lecz 24 kwietnia został odwołany i przydzielony do sztabu 11 Dywizji Piechoty. Brał udział m.in. w bitwie pod Radzyminem. Zweryfikowany w kwietniu 1920 roku w stopniu porucznika, ostatecznie w listopadzie 1921 roku przeszedł do rezerwy i wrócił do Krakowa.

### Kariera zawodowa
1 grudnia 1921 roku Wojciech Pociecha związał się z Biblioteką Jagiellońską, obejmując stanowisko praktykanta naukowego. Jednocześnie został 16 marca 1922 roku starszym asystentem w Seminarium Historycznym UJ. Po uzyskaniu 20 sierpnia 1922 roku stanowiska asystenta bibliotecznego Pociecha zrezygnował z asystentury uniwersyteckiej. Od 15 października 1923 roku uzyskał roczny urlop płatny, w czasie którego miał przeprowadzić badania nad źródłami historycznymi od czasów Zygmunta I w archiwach krajowych i zagranicznych. Mimo trudności zregestował ok. 7000 dokumentów, dokonując w ten sposób znacznego kroku w kierunku wznowienia wydawnictwa „Acta Tomiciana”. Gdy po uchwaleniu przez sejm ustawy o utworzeniu Fundacji Zakłady Kórnickie jej kuratorium rozpisało konkurs na stanowisko tymczasowego kierownika Biblioteki Kórnickiej, Pociecha zgłosił się do konkursu i w jego wyniku przy poparciu sekretarza generalnego PAU Stanisława Kutrzeby uzyskał we wrześniu 1926 roku to stanowisko z jednoczesnym otrzymaniem urlopu do 31 lipca 1927 roku w Bibliotece Jagiellońskiej.
Podczas pracy w Bibliotece Kórnickiej przystąpił do rewindykacji, scalania i opracowania dwóch najcenniejszych działów: rękopisów i starodruków. Podjął dawny pomysł wydawania periodyku pt. „Pamiętnik Biblioteki Kórnickiej”. W celu spopularyzowania zbiorów przygotował specjalny numer czasopisma „Silva Rerum” (1927 nr 11/12). Z powodu pogorszenia się sytuacji gospodarczej, konfliktu z lokalnym Związkiem Zamoyskich oraz nacisków dyrekcji Biblioteki Jagiellońskiej o powrót lub rezygnację z zajmowanego stanowiska Pociecha złożył dymisję i z końcem lutego 1928 roku wrócił do macierzystej instytucji.
Okres od powrotu do Krakowa aż do wybuchu wojny w 1939 roku zajmowała Pociesze przede wszystkim praca zawodowa na stanowisku kierownika biura katalogowego oraz obowiązki sekretarza czasopisma „Przegląd Biblioteczny”. W 1935 roku powołano Pociechę w poczet współpracowników Komisji Historycznej PAU. Główną działalność publicystyczną rozwinął na łamach „Polskiego Słownika Biograficznego”, dostarczając przeszło 60 życiorysów, które należą do najcenniejszych bibliografii, jakie ukazały się w PSB.
W 1938 roku Pociecha wyjechał do Włoch na badania prowadzone przez Towarzystwo Badań Historycznych w Rzymie. Podczas tej wizyty Pociecha przejrzał zbiory archiwalne w blisko dziesięciu miastach i nawiązał stosunki z historykami włoskimi, czego wyrazem było powołanie go na członka korespondenta Deputazione della Storia Patria per la Puglie. Wybuch wojny przerwał wszystkie plany Pociechy.

### Okres II wojny światowej
Przyjęty 9 lipca 1940 roku, po przekształceniu Biblioteki Jagiellońskiej w Staatsbibliothek GG, do pracy, zajmował się przenoszeniem zbiorów z dawnej siedziby do nowego gmachu Biblioteki, ratowaniem Biblioteki PAU oraz cennych księgozbiorów prywatnych, opuszczonych lub wyrzuconych z mieszkań ich dawnych właścicieli. Urządzał czytelnię główną pod kątem jej przyszłej użyteczności dla czytelników polskich. Ułatwiał uczniom polskim korzystanie ze zbiorów, a także dostarczał podręczniki potrzebne do tajnego nauczania. Brał też udział w zebraniach naukowych krakowskich historyków. W latach 1942–1944 zajął się pisaniem monografii królowej Bony.

### Okres powojenny
Niemal bezpośrednio po oswobodzeniu Krakowa, 20 stycznia 1945 roku Władysław Pociecha podjął pracę w Bibliotece Jagiellońskiej. W latach 1945–1948 był sekretarzem Komisji Historycznej PAU. Równolegle do tych czynności rozwinął działalność publicystyczną.
W 1953 roku monografia o Bonie doczekała się nagrody Ministra Szkolnictwa Wyższego. W Bibliotece powierzono mu kierownictwo działu rękopisów, stworzył wówczas podwaliny do wydawania drukiem ich inwentarza. Centralna Komisja Kwalifikacyjna przyznała mu tytuł docenta. W 1955 roku decyzją Ministra Szkolnictwa Wyższego otrzymał stanowisko samodzielnego pracownika nauki w Bibliotece, w 1957 roku został mianowany wicedyrektorem Biblioteki Jagiellońskiej, a w listopadzie tego roku uzyskał tytułu profesora nadzwyczajnego.
Zmarł w Krakowie 28 stycznia 1958 roku. Pochowany został na Cmentarzu Salwatorskim.